# Charles Wolf
Charles Joseph Étienne Wolf (Vorges, 9 de novembro de 1827 – Paris, 4 de julho de 1918) foi um astrônomo francês.
Em 1862 Urbain Le Verrier ofereceu-lhe um cargo de assistente no Observatório de Paris.
Em 1867 descobriu com Georges Rayet as estrelas Wolf-Rayet. 
Foi eleito vice-presidente (1897) e presidente (1898) da Académie des Sciences.